# Marianne Faithfull
Marianne Evelyn Gabriel Faithfull (ur. 29 grudnia 1946 w Londynie, zm. 30 stycznia 2025 tamże) – angielska piosenkarka, autorka tekstów i aktorka.

## Życiorys
Była córką austriackiej arystokratki baronowej Evy von Sacher-Masoch (poprzez nią jest spokrewniona z Habsburgami i z pisarzem Leopoldem von Sacher-Masoch) i filologa, brytyjskiego szpiega, prof. Roberta Glynna Faithfulla.
Pracowała z wieloma muzykami, takimi jak m.in.: Angelo Badalamenti, Jon Mark, Beck, David Bowie, Nick Cave, The Chieftains, Jarvis Cocker, Billy Corgan, Marcella Detroit, Bill Frisell, Emmylou Harris, PJ Harvey, Antony Hegarty, Rupert Hine, Joe Jackson, Alex James, Lenny Kaye, Daniel Lanois, Sean Lennon, Metallica, John Prine, Barry Reynolds, Keith Richards, Sly & Robbie, Teddy Thompson, Tom Waits, Rufus Wainwright, Roger Waters, Steve Winwood i Patrick Wolf.
Absolwentka szkoły klasztornej. Karierę muzyczną zaczęła jako piosenkarka folkowa, śpiewająca w londyńskich kawiarniach. W czasie jednego z występów w czerwcu 1964 poznała menedżera The Rolling Stones Andrew Loog Oldhama, z którego pomocą dwa miesiące później podpisała kontrakt z wytwórnią płytową Decca i zadebiutowała – napisaną przez Micka Jaggera i Keitha Richardsa – piosenką „As Tears Go By”, z którą dotarła do dziewiątego miejsca brytyjskiej listy przebojów. W 1965 wydała singiel z piosenką „Come and Stay with Me”, który dotarł do czwartego miejsca listy przebojów.
Wystąpiła w filmach: Hamlet (1969), I’ll Never Forget What’s’isname (1967), Anna (1967) i Dziewczyna na motocyklu (The Girl on a Motocycle, 1968), a także w sztukach teatralnych: Trzy siostry wg Czechowa i Hamlet wg Szekspira (1967).
W latach 60. uzależniła się od narkotyków, głównie LSD i heroiny. W lipcu 1969 miała zapaść spowodowaną „prawdopodobnie przemęczeniem” lub przedawkowaniem barbituranu. W 1970 zaczęła popadać w coraz głębsze uzależnienie, stała się bezdomna i mieszkała w squatach w Soho. Jej kariera przeżyła kilka momentów załamania, ale w złym okresie pracowała nad kolejnymi płytami, by zdobyć pieniądze na jakiekolwiek utrzymanie i narkotyki. Poddała się kuracji odwykowej w Bostonie.

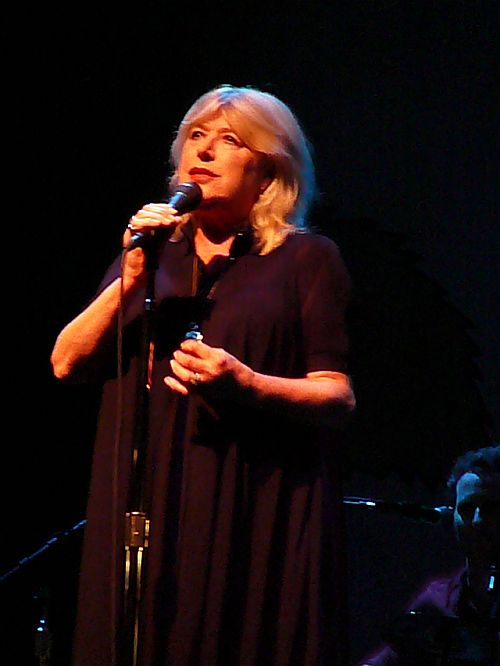
Marianne Faithfull w 2007

W 1979 wydała album pt. Broken English (1979), który nagrała po zerwaniu z nałogiem. Następnie wydała płyty Dangerous Acquaintances (1981), A Child’s Adventure (1983), Rich Kid Blues (1984) i Faithless (1987), które nie odniosły sukcesu komercyjnego. Powodzeniem cieszył się jej kolejny album, Strange Weather z 1987. W 1994 opublikowała autobiografię pt. Faithfull, a w 2007 wspomnienia pt. Memories, Dreams and Reflections.
Duży wpływ na zwiększenie jej popularności w kolejnej dekadzie miała współpraca z Metalliką przy utworze „The Memory Remains” z albumu pt. Reload z 1997. Jej kolejne płyty docenili zarówno krytycy i słuchacze: Blazing Away (koncertowy, 1990), A Secret Life (1995) z kompozycjami Angelo Badalamentiego oraz dwie płyty z utworami Kurta Weilla – 20th Century Blues (1996) i Seven Deadly Sins (1999). Płyty Vagabond Ways (1999), Kissin Time (2002) i Before the Poison (2004) miały zupełnie różne charaktery, ale wszystkie okazały się sukcesami artystycznymi.
Od lat 90. grała w filmach, wystąpiła m.in. w produkcjach: Moondance (1995), Shopping (1994), Intymność (2001), Far from China (2001), Zakochany Paryż (2006), Maria Antonina (2006) i Irina Palm (2007), który został owacyjnie przyjęty podczas 57. MFF w Berlinie. W 2004 wystąpiła w spektaklu Roberta Wilsona The Black Rider, w którym wykonywała piosenki Toma Waitsa.
W Polsce koncertowała czterokrotnie – podczas Przeglądu Piosenki Aktorskiej we Wrocławiu (17 marca 2002), w Sali Kongresowej w Warszawie (2 listopada 2005) i podczas Festiwalu Era Nowe Horyzonty we Wrocławiu (19 lipca 2007). 31 sierpnia 2010 wzięła udział w koncercie „Solidarność, Twój anioł Wolność ma na imię” zorganizowanym w Gdańsku z okazji 30. rocznicy podpisania Porozumień Sierpniowych i powstania „Solidarności”.
W listopadzie 2008 opublikowała dwupłytowy album pt. Easy Come, Easy Go ze swoimi wersjami piosenek m.in. Duke’a Ellingtona, Briana Eno, Smokeya Robinsona, Sarah Vaughan, Morrisseya, Leonarda Bernsteina i Stephena Sondheima.

## Życie prywatne
W 1965 poślubiła handlarza dziełami sztuki Johna Dunbara, z którym miała syna, Nicholasa (ur. 1965). Małżeństwo rozpadło się po tym, jak nawiązała romans z piosenkarzem Mickiem Jaggerem. W 1970 była w ciąży z Jaggerem, ale poroniła. Po utracie ciąży zaczęła wdawać się w romanse z innymi mężczyznami, jej kochankiem był m.in. filmowiec Mario Schifano. W czerwcu 1970 definitywnie rozstała się z Jaggerem. W latach 1979–1986 była żoną muzyka Bena Brierleya, później wyszła za pisarza Giorgio Della Terzę. W latach 1994–2009 była związana z menedżerem, producentem i impresario François Revardem, z którym mieszkała w Paryżu.

## DVD
- Dreaming My Dreams (document, 2000)
- Live in Montreal (koncert piosenek Kurta Weilla)
- Marianne Faithfull Live in Hollywood (2005)
- Rock and Roll Circus (dokument, 1996, nagrany w grudniu 1968)

## Dyskografia
- Come My Way (1965)
- Marianne Faithfull (1965)
- Go Away from My World (1965)
- North Country Maid (1966)
- Faithfull Forever (1966)
- Love in a Mist (1967)
- Dreaming My Dreams (1977)
- Faithless (1978)
- Broken English (1979)
- Dangerous Acquaintances (1981)
- A Child’s Adventure (1983)
- Summer Nights (1984)
- Music for the Millions (1985)
- Strange Weather (1987)
- Rich Kid Blues (1988)
- Blazing Away [live] (1990)
- A Secret Life (1995)
- 20th Century Blues (1997)
- The Seven Deadly Sins (1998)
- Vagabond Ways (1999)
- Stranger on Earth (2001)
- Kissin Time (2002)
- Before the Poison (2005)
- Easy Come Easy Go (2008)
- Horses and High Heels (2011)
- Give My Love to London (2014)[11]
- No Exit (Live) (2016)
- Negative Capability (2018)

## Filmografia
| Tytuł                                     | Rok  | Rola                       | Uwagi             | Źródło |
| ----------------------------------------- | ---- | -------------------------- | ----------------- | ------ |
| Gang of Souls: A Generation of Beat Poets | 1989 | jako ona sama              | film dokumentalny | [ 12 ] |
| Intymność                                 | 2001 | jako Betty                 | film fabularny    | [ 13 ] |
| Zakochany Paryż                           | 2006 | jako Marianne              | film fabularny    | [ 14 ] |
| Maria Antonina                            | 2006 | jako Maria Teresa Habsburg | film fabularny    | [ 15 ] |
| Irina Palm                                | 2007 | jako Maggie                | film fabularny    | [ 16 ] |